# João Paulo Cassandra
João Paulo Cassandra (1961) is een Santomees politicus.
Cassandra was in 2006 tussen 20 juni en 5 oktober enkele maanden president van de autonome provincie Principe (República Autónoma de Príncipe) namens de Beweging voor de Bevrijding van Sao Tomé en Principe (Movimento de Libertação de São Tomé e Príncipe-Partido Social Democrata).
Damião Vaz d'Almeida (1995–2002) · Zeferino dos Prazeres (2002–2006) · João Paulo Cassandra (2006) · José Cassandra (2006–2020) · Filipe Nascimento (2020–)